# Tipula longurioides
Tipula longurioides är en tvåvingeart som beskrevs av Alexander 1955. Tipula longurioides ingår i släktet Tipula och familjen storharkrankar.
Artens utbredningsområde är Bolivia. Inga underarter finns listade i Catalogue of Life.